# 紅鳳胎䲁
紅鳳胎䲁（學名：Pavoclinus mentalis），為輻鰭魚綱䲁形目胎䲁科鳳胎䲁屬的一個種，分布於西印度洋莫三比克至南非阿爾哥亞灣海域，本魚體延長，體色多變，主要取決於生活的環境，從栗色到綠色不等，幼魚兩側有銀色斑塊，背鰭硬棘27-43枚、背鰭軟條6-8枚、臀鰭硬棘2枚、臀鰭軟條27-32枚，體長可達30公分，棲息在海草生長的海床，雌魚產附著性卵，雄魚會守護卵，幼魚為浮游性，生活習性不明。